# Gastropteron cinereum
Gastropteron cinereum är en snäckart som beskrevs av Dall 1925. Gastropteron cinereum ingår i släktet Gastropteron och familjen Gastropteridae. Inga underarter finns listade i Catalogue of Life.